# Forficula paleoligura
Forficula paleoligura es una especie extinta de tijereta del género Forficula, familia Forficulidae, orden Dermaptera.

## Distribución
Se cree que se distribuía por Europa, específicamente en Francia.

## Taxonomía
Fue descrita por Nel et al en 1994.
Tratamiento taxonómico
La especie aparece registrada y publicada en Réflexion paléo-entomologique sur la systématique des Dermaptères. Quatre nouveaux forficules fossiles de l'Oligocène de Provence (France). Bulletin de la Société Entomologique de France 99:253-266.